# Hedjet

Hedjet-kronan

Hedjet (ḥḏt) var det formella namnet på Övre Egyptens Vita krona. Kronan var vit och efter enandet av Gamla Egypten kombinerades den med Nedre Egyptens Röda Krona till Egyptens dubbelkrona. 
Den vita kronan har tillsammans med den röda kronan en lång historia som går tillbaks till fördynastisk tid. Den tidigaste bilden på kronan härrör från norra Nubien runt Naqada II-perioden.
  Det är möjligt att "vita kronans klan" antingen migrerade norrut och kronan antogs av de sydliga egyptierna, eller så tog de erövrande egyptierna den som sin egen när de absorberade kungariket till en enad stat som de senare gjorde med Nedre Egypten.
Precis som med den röda kronan har ingen vit krona bevarats så det är inte känt hur den var konstruerad eller vilka material som användes. Faktumet att ingen krona bevarats ens i relativt intakta gravar antyder att kronan gick från kung till kung precis som i dagens monarkier.

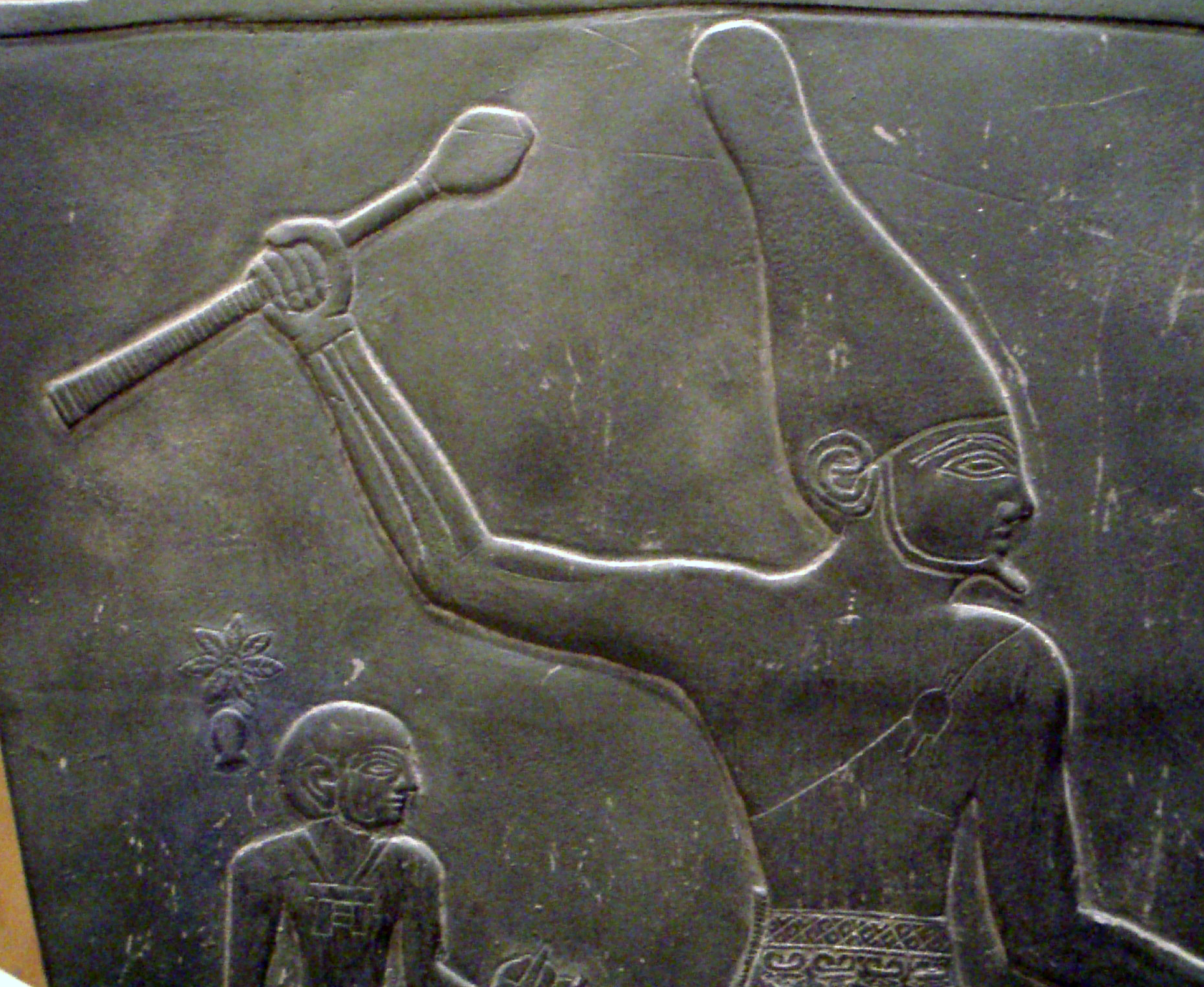
Farao Narmer med den vita kronan på Narmerpaletten.
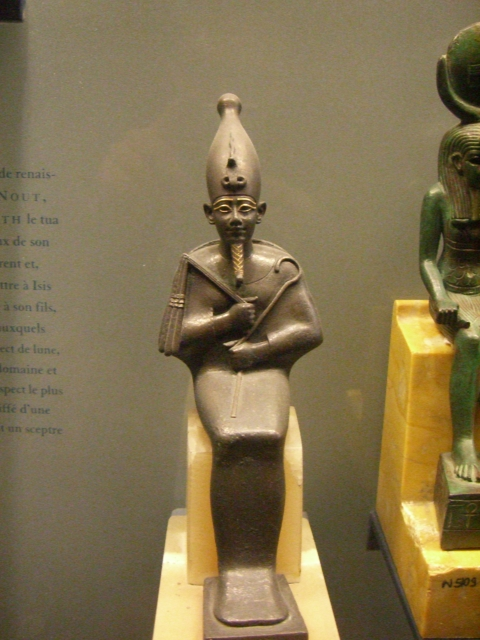
Bronsstaty med den vita kronan.